# ناحیه تاریخی چارلستون
ناحیه تاریخی چارلستون (به انگلیسی: Charleston Historic District) یک محله و بافت تاریخی در ایالات متحده آمریکا است که در چارلستون، کارولینای جنوبی واقع شده‌است.
این منطقه که بیشترین قسمت‌های شبه جزیره‌ای تاریخی شهر را در برمی‌گیرد، مجموعه‌ای بی‌نظیر از معماری قرن ۱۸ و ۱۹، از جمله بسیاری از «خانه‌های مجرد» متمایز چارلستون را در خود جای داده‌است. این محله در سال ۱۹۶۰ به عنوان یک بنای تاریخی ملی اعلام شد.